# خوان أكونيا
خوان أكونيا (بالإسبانية: Juan Acuña)‏ (مواليد 14 فبراير 1923) هو لاعب كرة قدم. يلعب مع منتخب إسبانيا لكرة القدم. سبق له أن لعب في كأس العالم لكرة القدم مع منتخب بلاده.

## روابط خارجية
- خوان أكونيا على موقع قاعدة بيانات كرة القدم.إي يو (الإنجليزية)
- خوان أكونيا على موقع ناشيونال فوتبول تيمز (الإنجليزية)
- خوان أكونيا على موقع Soccerway.com (الإنجليزية)
- خوان أكونيا على موقع عالم كرة القدم.نت (الإنجليزية)